# ランガ・ナート・パウデル

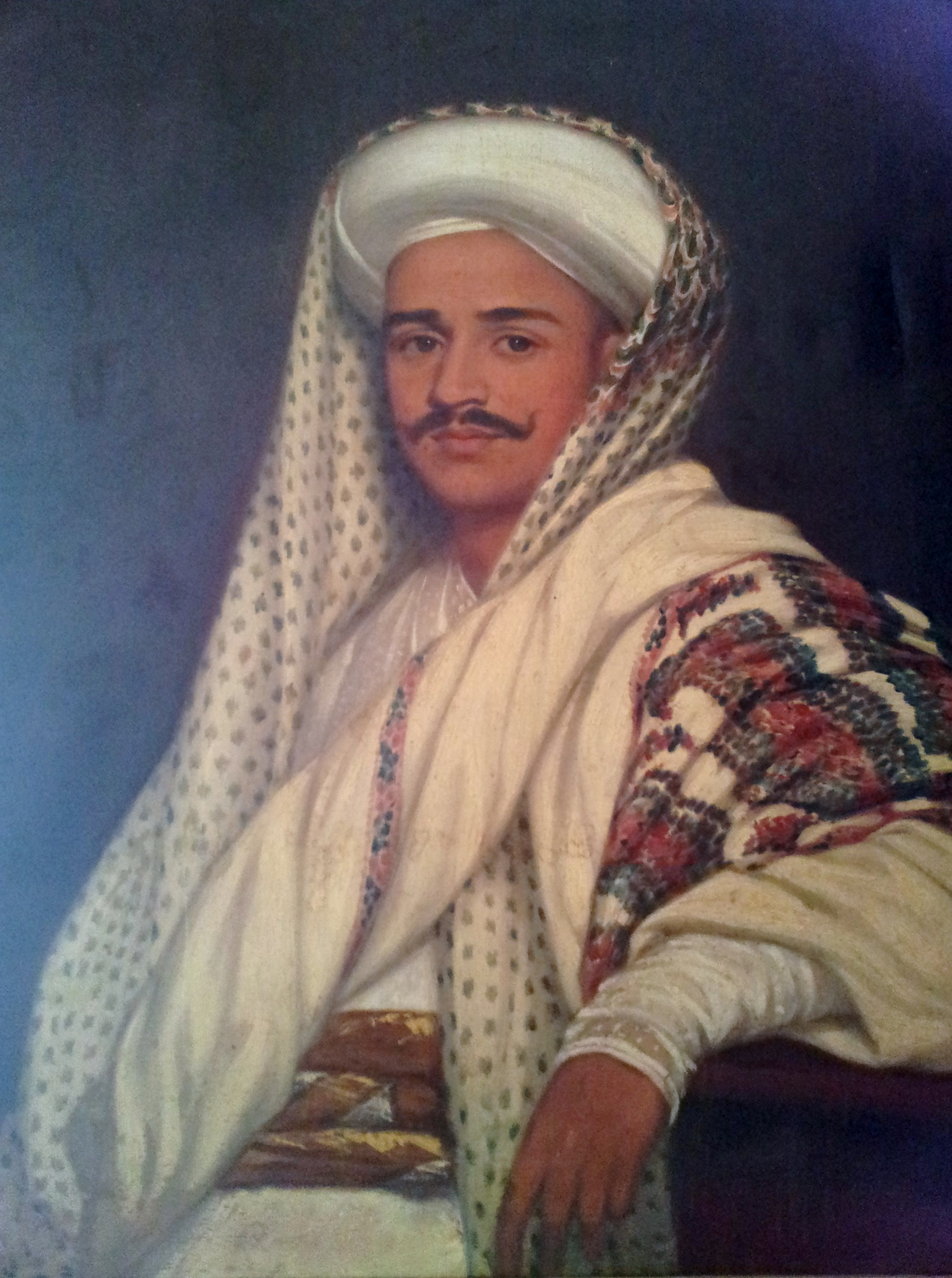
ランガ・ナート・パウデル

ランガ・ナート・パウデル（英語: Ranga Nath Poudyal、ネパール語: रङ्गनाथ पौडेल）は、ネパール王国の政治家。同国首相を2期務める。
首相任期は次のとおり。
1. 1837年 - 1838年
2. 1840年